# Wspinaczka piaskowcowa
Wspinaczka piaskowcowa jest rodzajem wspinaczki skalnej uprawianej w piaskowcu i w związku z niewielką odpornością mechaniczną tego rodzaju skały oraz uwarunkowaniami historycznymi posługująca się dość specyficznym zestawem reguł i zasad.

## Zasady
Wspinając się w piaskowcu nie używa się magnezji, ani metalowego sprzętu do asekuracji własnej (np. kostek), z uwagi na możliwość uszkodzenia skały oraz tradycję. Asekurację prowadzi się ze specjalnych pętli zakończonych odpowiednimi węzłami oraz ze stałych punktów asekuracyjnych (odpowiednio wydłużonych i wzmocnionych ringów nazywanych ringami piaskowcowymi). W większości rejonów, w których obowiązuje etyka piaskowcowa, zabroniona jest wspinaczka na wędkę, a także instalowanie stałych punktów asekuracyjnych ze zjazdu: oznacza to, że zarówno wiercenie otworów jak i osadzanie ringów należy przeprowadzać podczas wspinaczki z asekuracją dolną.